# اسکارلت نکسز
اسکارلت نکسز (انگلیسی: Scarlet Nexus) یک بازی ویدئویی در سبک بازی نقش‌آفرینی اکشن است که توسط باندای نامکو انترتینمنت و در سکوهای پلی‌استیشن ۵، اکس‌باکس سری اکس و سری اس، اکس‌باکس وان، پلی‌استیشن ۴، و مایکروسافت ویندوز منتشر شده‌است.